# Chris Crawford
Pour les articles homonymes, voir Chris Crawford (homonymie) et Crawford.
Chris Crawford, né le 1er juin 1950
, est un game designer américain. Il a été employé d’Atari dans les années 1980. Il est l’auteur de The Art of Computer Game Design, l’un des premiers ouvrages consacrés au game design. Il est le fondateur de la Game Developers Conference.

## Biographie
Chris Crawford est diplômé d’un master en physique de l'université de Californie à Davis. Il enseigne cette matière pendant deux ans avant de rejoindre Atari en 1979.

### Premier jeu
En 1966, Chris Crawford devient fan de jeu de guerre après avoir découvert les jeux Avalon Hill par l'intermédiaire d'un de ses amis, David Zeuch. En 1974, il rencontre un employé d'Avalon Hill qui travaille à l'époque sur l'adaptation sur ordinateur d'un des jeux de plateau de l'éditeur, Blitzkrieg. Il pense au départ que ce projet est voué à l'échec, compte tenu notamment de la difficulté de programmer une intelligence artificielle, mais, intrigué par ce projet, il décide un an plus tard de s'attaquer à la résolution des problèmes techniques que posent une telle adaptation,. Après quelques mois de réflexion, il se rend compte que créer un wargame sur ordinateur est loin d'être aussi complexe que prévu mais abandonne l'idée de se baser sur Blitzkrieg,. Entre mai et septembre 1976, il développe un jeu en FORTRAN sur un ordinateur IBM 1130, qu'il baptise Wargy I et qui est le précurseur de Tanktics,. Début 1976, il présente son jeu lors d'une convention de joueurs de wargame et de nombreuses personnes le testent et le trouvent amusant. Il s'achète ensuite un ordinateur KIM-1 sur lequel il programme une nouvelle version du jeu qui permet notamment de jouer à deux,. Au cours de l'été 1978, Chris Crawford fait la démonstration de la version KIM-1 de son jeu lors de plusieurs conventions de joueurs de wargames. La plupart des joueurs sont impressionnés par sa création mais comme pour la précédente version du jeu (sur IBM 1130), des joueurs jugent qu'il n'a pas la richesse d'un jeu de plateau traditionnel et semblent ignorer l'argument de Chris qui affirme que son jeu permet véritablement de jouer « à l'aveugle ». Quelques possesseurs d'un des premiers micro-ordinateurs, le Commodore PET, tentent néanmoins de convaincre Chris Crawford de porter son jeu sur cette nouvelle machine et en septembre, il achète donc un Commodore PET. Contrairement au KIM-1, celui-ci ne peut cependant pas gérer le jeu à deux et il doit donc revenir à la version solo sur IBM 1130. Celle-ci est cependant programmée en FORTRAN, alors que le PET nécessite une programmation en Basic, et il fait donc appel à son ami Dave Menconi pour traduire le code. En parallèle, Chris porte certaines des routines les plus importantes du KIM-1 sur le PET. Programmées en assembleur, celles-ci permettent ainsi au jeu de fonctionner plus rapidement que si elles l'étaient en Basic. Après quelques semaines de développement, il intègre le code de Dave Menconi au sien et après quelques semaines supplémentaires, il parvient à faire fonctionner le jeu. À l'époque, il n'existe pas encore de véritable éditeurs de jeu vidéo et il doit donc le vendre lui-même. Pour cela, il imprime quelques centaines d'exemplaires du plateau de jeu et fabrique ses propres pions de jeu. Il fait ensuite plusieurs copies du jeu sur cassettes, qu'il étiquette à la main, sur son Commodore PET. Il écrit également un manuel, dont il fait des photocopies, et pour la pochette du jeu, il réalise une illustration représentant un Commodore PET avec l'avant et le canon d'un tanks qui sortent de son écran. Pour promouvoir le jeu, il prépare sa propre publicité qu'il fait publier, pour 50 $, dans deux newsletters consacrées au Commodore PET. La première copie du jeu est acquise par Bill Henson le 30 décembre 1978, ce qui fait de Tanktics le premier wargame sur micro-ordinateur à être commercialisé. Il le vend à l'époque pour quinze dollars (avec un plateau de jeu et des pions) et parvient à en vendre 150 copies.  Compte tenu des 1 000 $ que lui a couté la production et la promotion du jeu, il parvient ainsi à faire ses premiers 1 000 $ de bénéfice.

### Atari etEastern Front
Après avoir publié Tanktics fin 1978, Chris Crawford se lance dans le développement d'un nouveau wargame, baptisé Legionnaire, avant d'être embauché par Atari pour concevoir des jeux vidéo sur ordinateur,. Pour faire ses preuves, il se voit d'abord confier le développement d'un jeu sur Atari 2600, baptisé Wizard, qui ne sera finalement pas publié. Fin 1980, il est promu à un nouveau poste au sein d'Atari et commence à travailler sur un projet de wargame destiné à promouvoir la fonction de scrolling. Satisfait du résultat, il propose le projet à Strategic Simulations mais l'éditeur ne se montre pas très enthousiaste. Il se lance donc seul dans le développement du jeu, baptisé Eastern Front, qu'il parvient à faire fonctionner fin juin 1981. Il n'est cependant pas satisfait de son gameplay et travaille deux mois supplémentaires afin de corriger ce problème. Le jeu est finalement publié par APX (Atari Program Exchange) en août 1981 et connaît un important succès commercial. 

## Jeux
- 1976 : Tanktics
- 1980 : Energy Czar
- 1980 : Scram
- 1981 : Eastern Front
- 1982 : Legionnaire
- 1983 : Gossip
- 1983 : Excalibur
- 1985 : Balance of Power
- 1987 : Patton Versus Rommel
- 1987 : Trust and Betrayal: The Legacy of Siboot
- 1989 : Balance of Power: The 1990 Edition
- 1990 : The Global Dilemma: Guns or Butter
- 1990 : Balance of the Planet
- 1991 : Patton Strikes Back
- 2009 : Balance of Power: 21st Century

## Ouvrages
- (en) The Art of Computer Game Design, Berkeley, McGraw-Hill/Osborne Media, 1984, 476 p. (ISBN 978-0-88134-117-1, lire en ligne)
- (en) Balance of Power : International Politics as the Ultimate Global Game, Redmond, Microsoft Press, 1986, 306 p. (ISBN 978-0-914845-97-3, lire en ligne)
- (en) How to Program : The Skill That Will Sharpen Your Thinking, Washington, Storm King Press, 1991, 97 p. (ISBN 978-0-935166-04-0)
- (en) The Art of Interactive Design : A Euphonious and Illuminating Guide to Building Successful Software, San Francisco, No Starch Press, 2002, 385 p. (ISBN 978-1-886411-84-5)
- (en) Chris Crawford on Game Design, Indianapolis, New Riders, 2003, 476 p. (ISBN 978-0-13-146099-7, présentation en ligne)
- (en) Chris Crawford on Interactive Storytelling, Berkeley, New Riders, 2004, 366 p. (ISBN 978-0-321-27890-6, présentation en ligne)